# كأس نيوزيلندا 1984
كأس نيوزيلندا 1984 (بالإنجليزية: 1984 Chatham Cup)‏ هو موسم من كأس نيوزيلندا. فاز فيه Manurewa AFC ‏.